# Donnerstein
Donnerstein är ett berg i Österrike. Det ligger i distriktet Lienz och förbundslandet Tyrolen, i den centrala delen av landet. Toppen på Donnerstein är 2 725 meter över havet.
Toppen av Donnerstein är kal och i dalgångarna växer gräsmarker. Vandringen upp till toppen beskrivs som måttlig svår och det behövs passande skor.